# 가룸

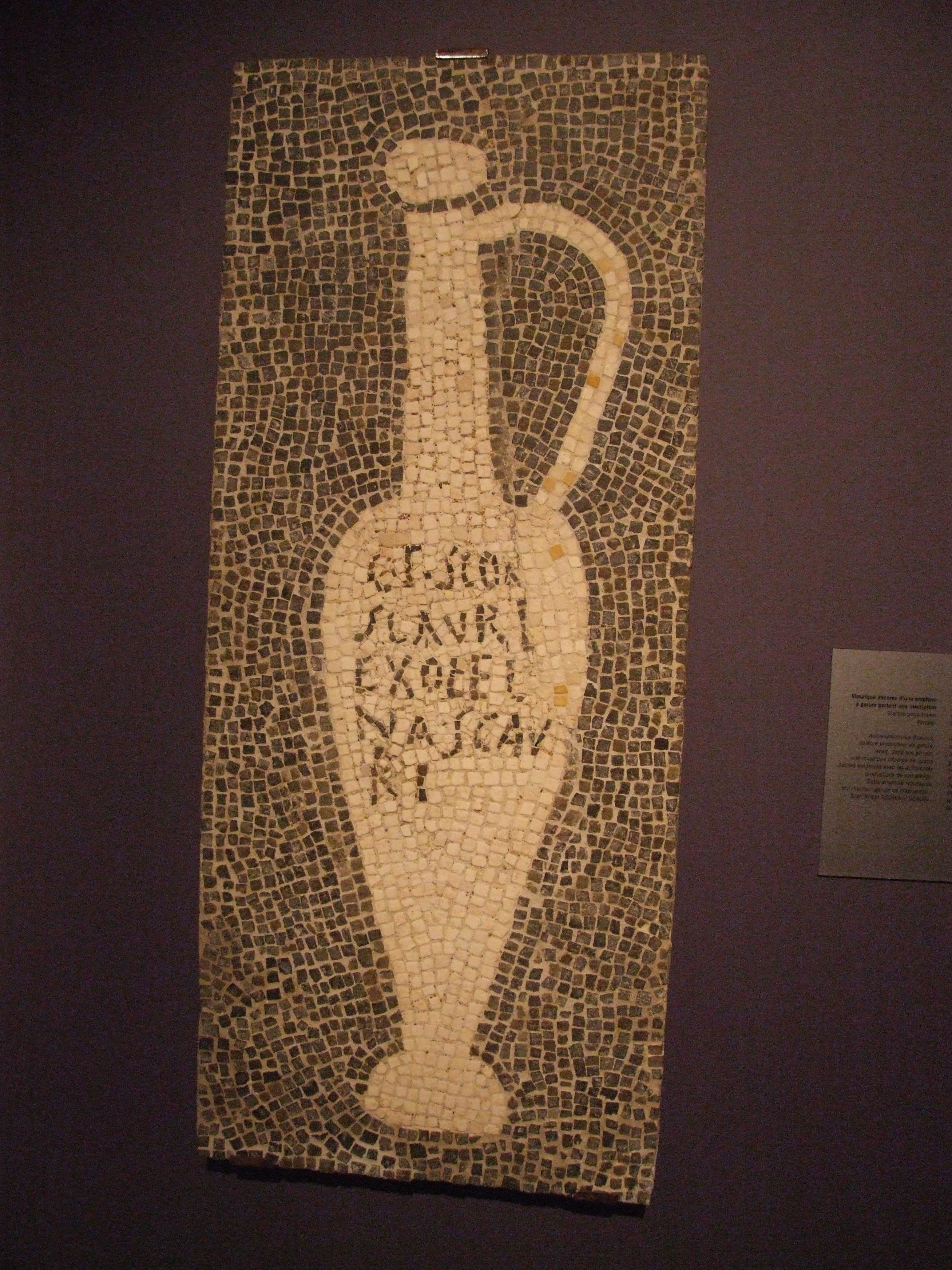
폼페이의 가룸 모자이크

가룸(라틴어: garum) 또는 가론(고대 그리스어: γάρον)은 페니키아, 고대 그리스, 고대 로마, 카르타고, 비잔티움 제국 등에서 사용하던 어장이다. 리콰멘(라틴어: liquamen)이 가룸과 비슷하거나 같은 발효 조미료를 가리키기도 한다.

## 사진

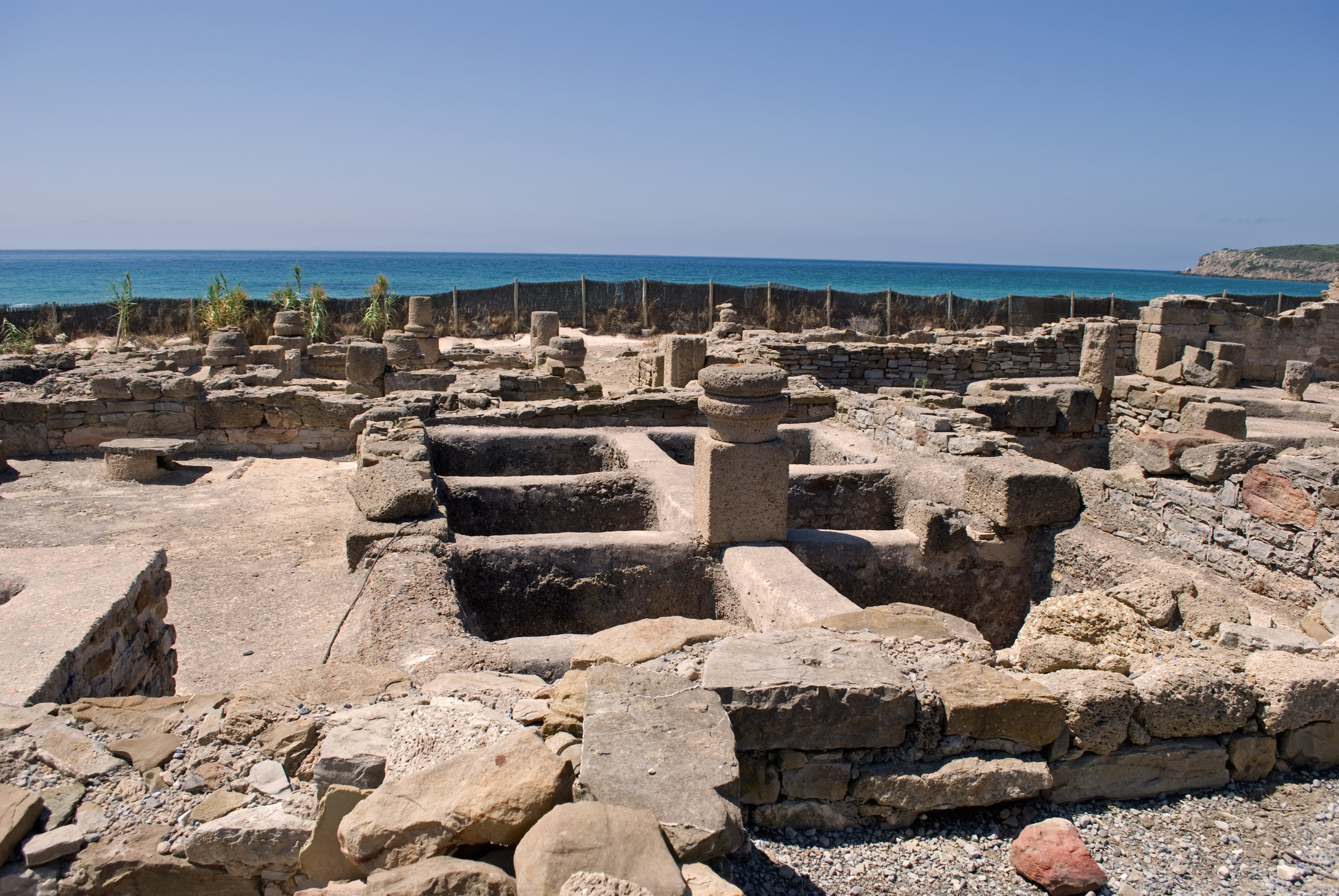
가룸 제조 시설 터 (스페인 바엘로 클라우디아)
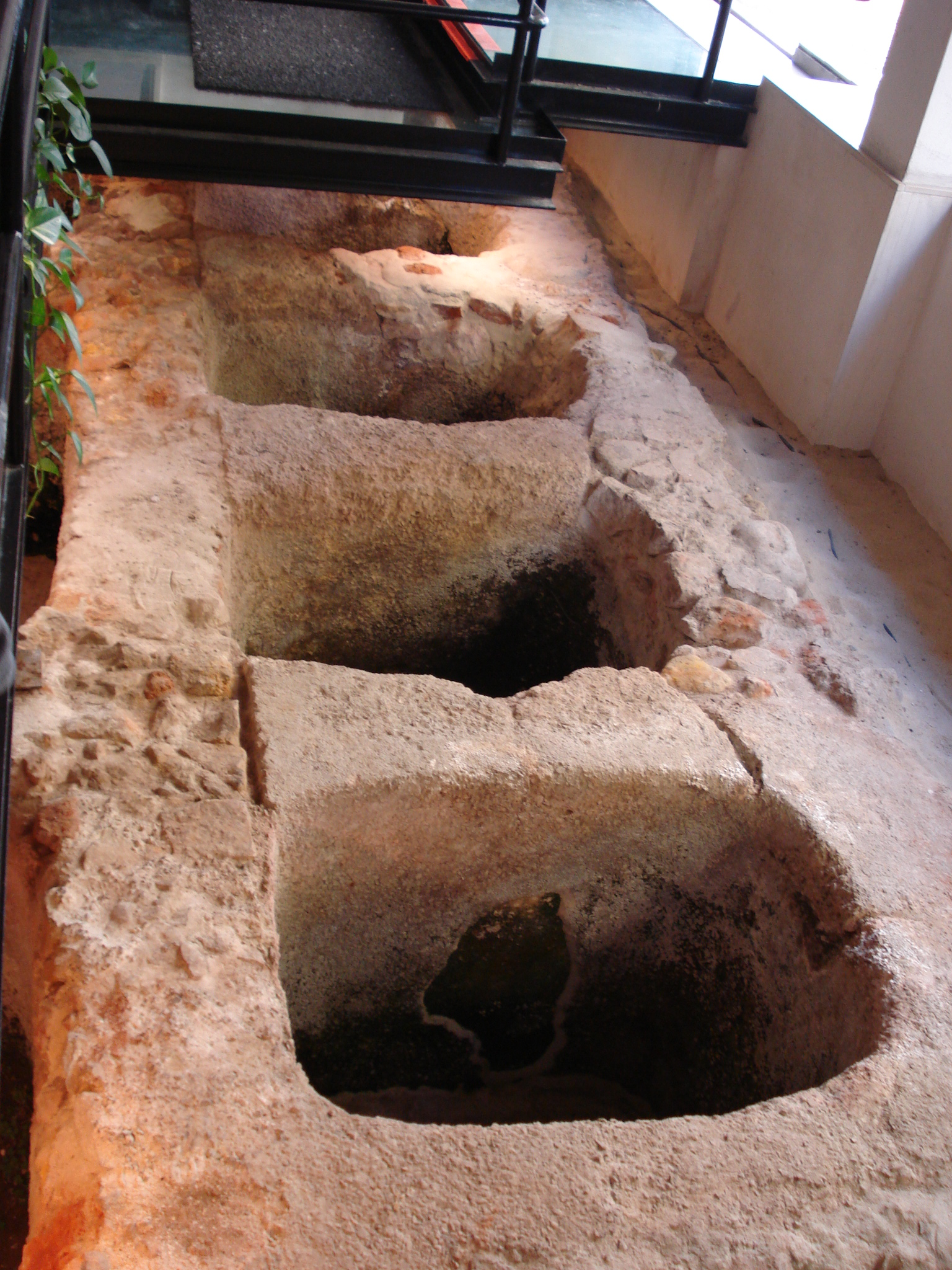
가룸 제조 시설 (포르투갈 세투발)
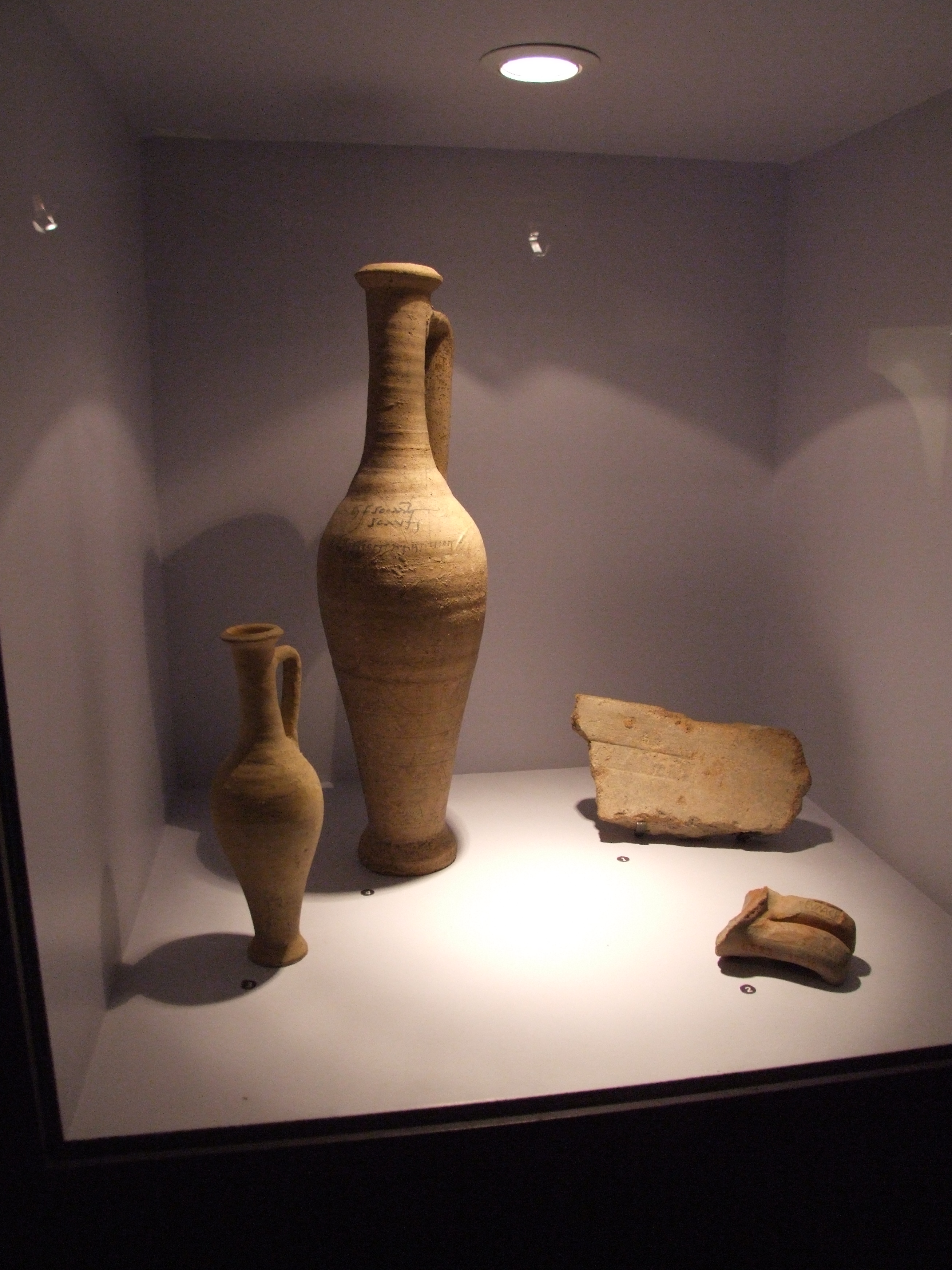
가룸 암포라 (폼페이)